# Oorlogsmonument van Korea
Het Oorlogsmonument van Korea is een monument en museum in Seoel. Het werd in 1994 geopend op het voormalige terrein van het legerhoofdkwartier. Het is bedoeld om de militaire geschiedenis van Korea tentoon te stellen en te herdenken. Door lessen te trekken uit het verleden hoopt men oorlog te voorkomen en te komen tot een vreedzame hereniging van Noord- en Zuid-Korea.
In het hoofdgebouw zijn tentoonstellingsruimtes en een bibliotheek en op een groot buitenterrein staat een collectie militair materieel uit Zuid-Korea, Rusland, de Volksrepubliek China en de Verenigde Staten.

## Geschiedenis
Het oorlogsmonument en museum is gebouwd ter nagedachtenis aan de militairen en slachtoffers die in de oorlogen hebben gestreden of zijn omgekomen. Het was 50 jaar geleden dat op 27 juli 1953 te Panmunjeom een staakt-het-vuren worden afgekondigd.
De bouw werd in december 1993 voltooid. Met behulp van militaire experts heeft men documenten, foto’s, wapens en groot materieel verzameld voor de collectie. Na de inrichting van het museum werd het monument officieel geopend op 10 juni 1994.

## Indeling
Het museum heeft in het hoofdgebouw zes verdiepingen, waarvan twee ondergronds. Hier zijn de belangrijkste expositiezalen en een bibliotheek.
Links en rechts van het hoofdgebouw staat haaks een lange galerij. In de galerijen zijn in zwart marmer de namen gegraveerd van ruim 200.000 mensen die zijn gesneuveld tijdens de Koreaanse oorlog, in andere conflicten met Noord-Korea en van politieagenten die tijdens hun werkzaamheden zijn omgekomen. Verder ook de namen van soldaten die zijn omgekomen in de Vietnamoorlog. Van september 1964 tot maart 1973 hebben zo'n 350.000 Koreaanse militairen gediend in Vietnam, waarvan er ruim 5000 zijn omgekomen. De galerijen zijn deels omgeven met water. 
Voor het centrale plein staat het oorlogsmonument en links ervan het standbeeld van de broeders, de oudste een Zuid-Koreaanse soldaat en de jongere een Noord-Koreaanse soldaat, die de situatie van de Koreaanse splitsing symboliseert.

### Collectie
De 13.000 items van de collectie zijn verdeeld over zes thema’s: herdenken, oorlogsgeschiedenis, Koreaanse oorlog, buitenlandse troepen in de Koreaanse oorlog, het leger van Zuid-Korea en groot materiaal. Er zijn wapens en uitrusting van de prehistorie tot de moderne tijd, evenals schilderijen van slagvelden en sculpturen van opmerkelijke strijders. Ongeveer 100 grote militaire wapens staan tentoongesteld in de expositieruimte buiten het hoofdgebouw.

## Fotogalerij

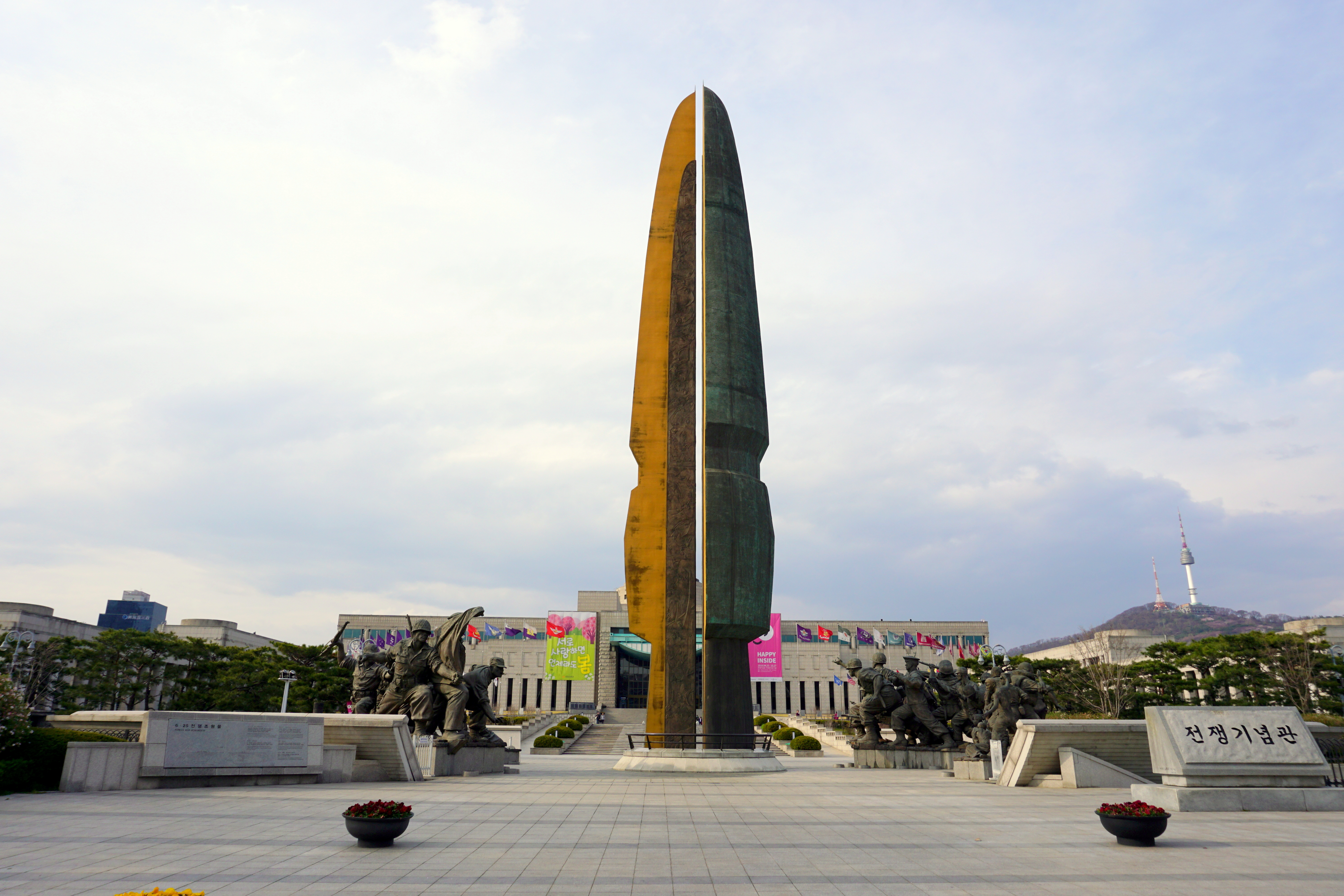
Monument met hoofdgebouw op de achtergrond
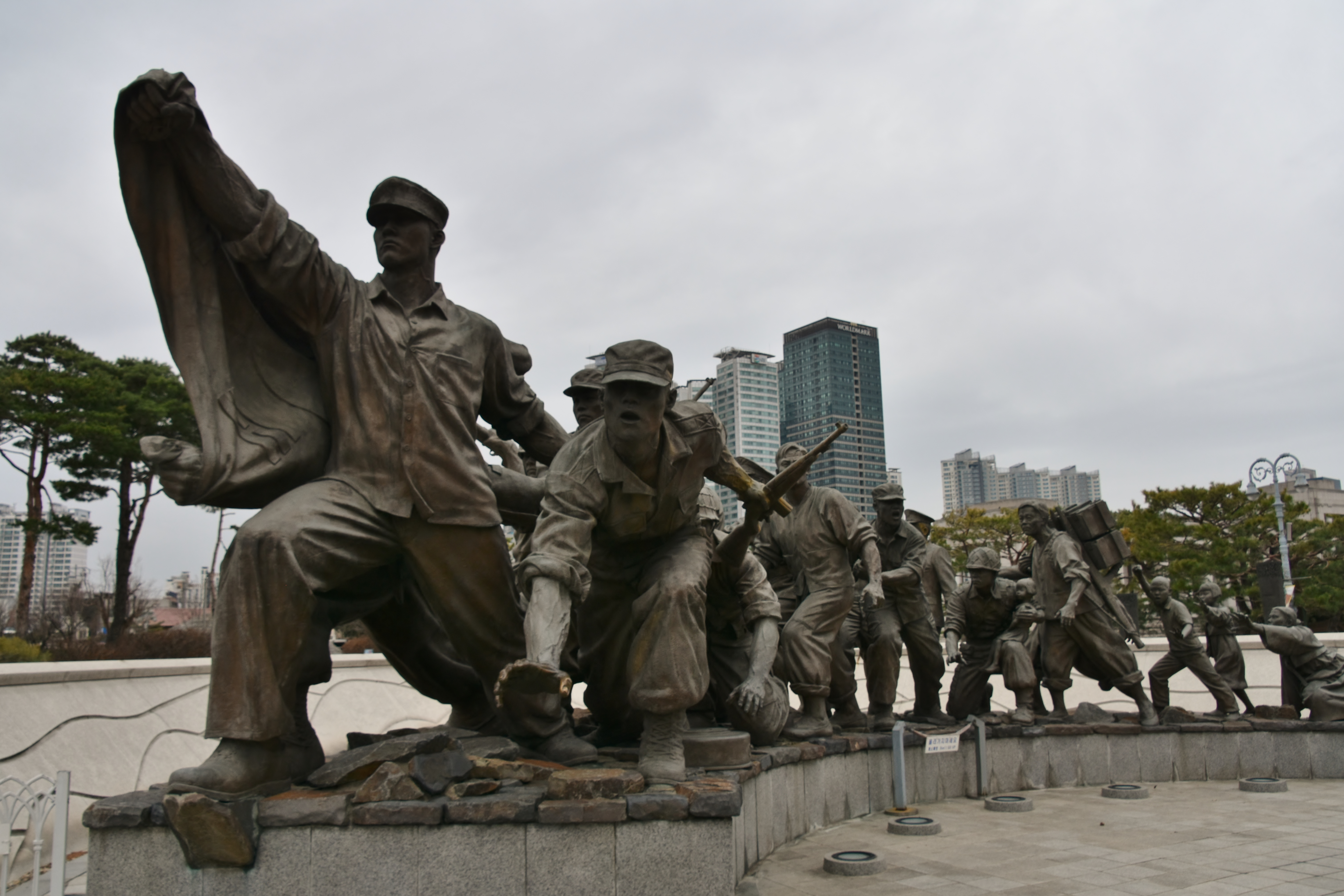
Vleugel van het monument
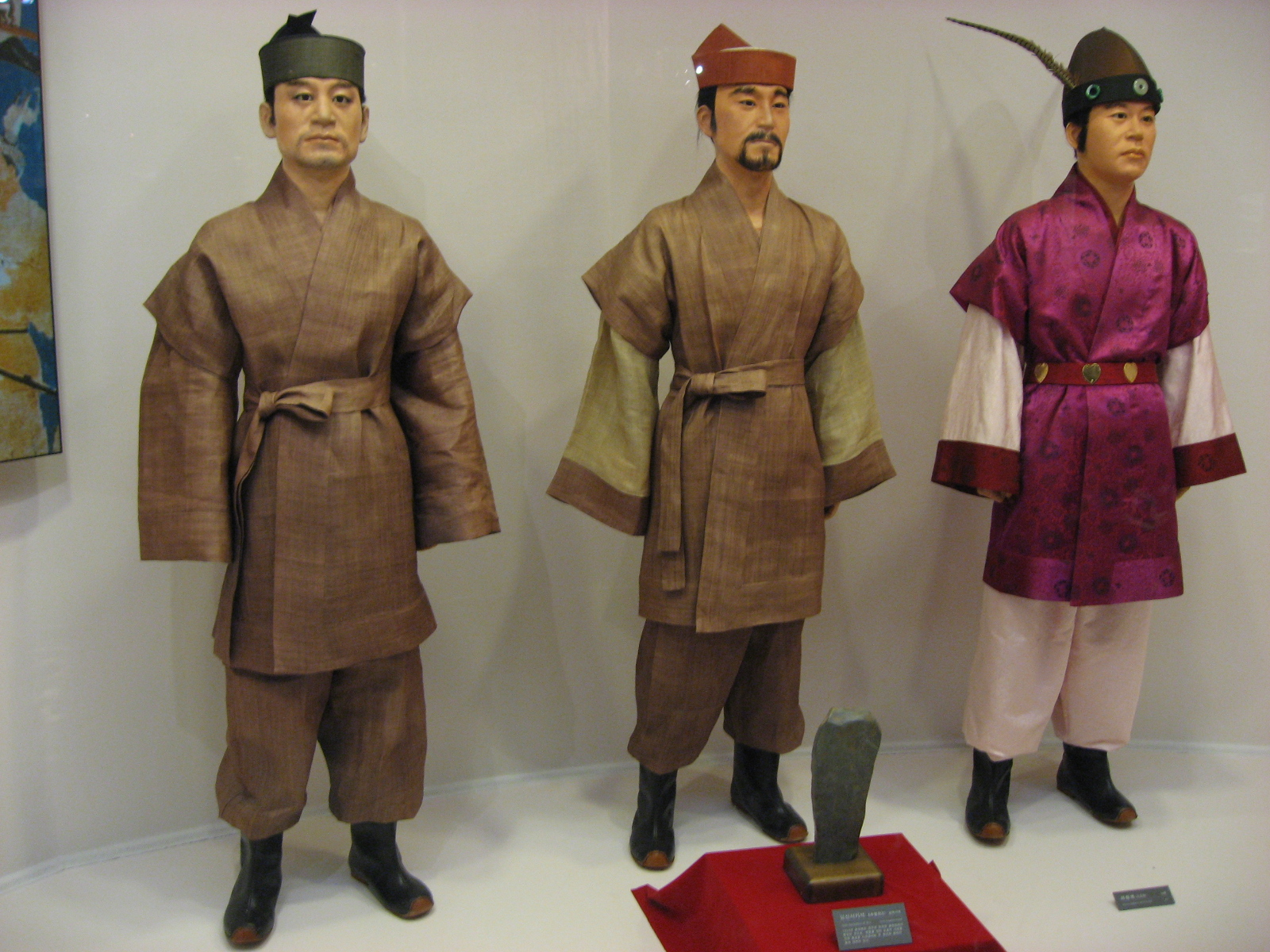
Kledij tijdens de Drie Koninkrijken
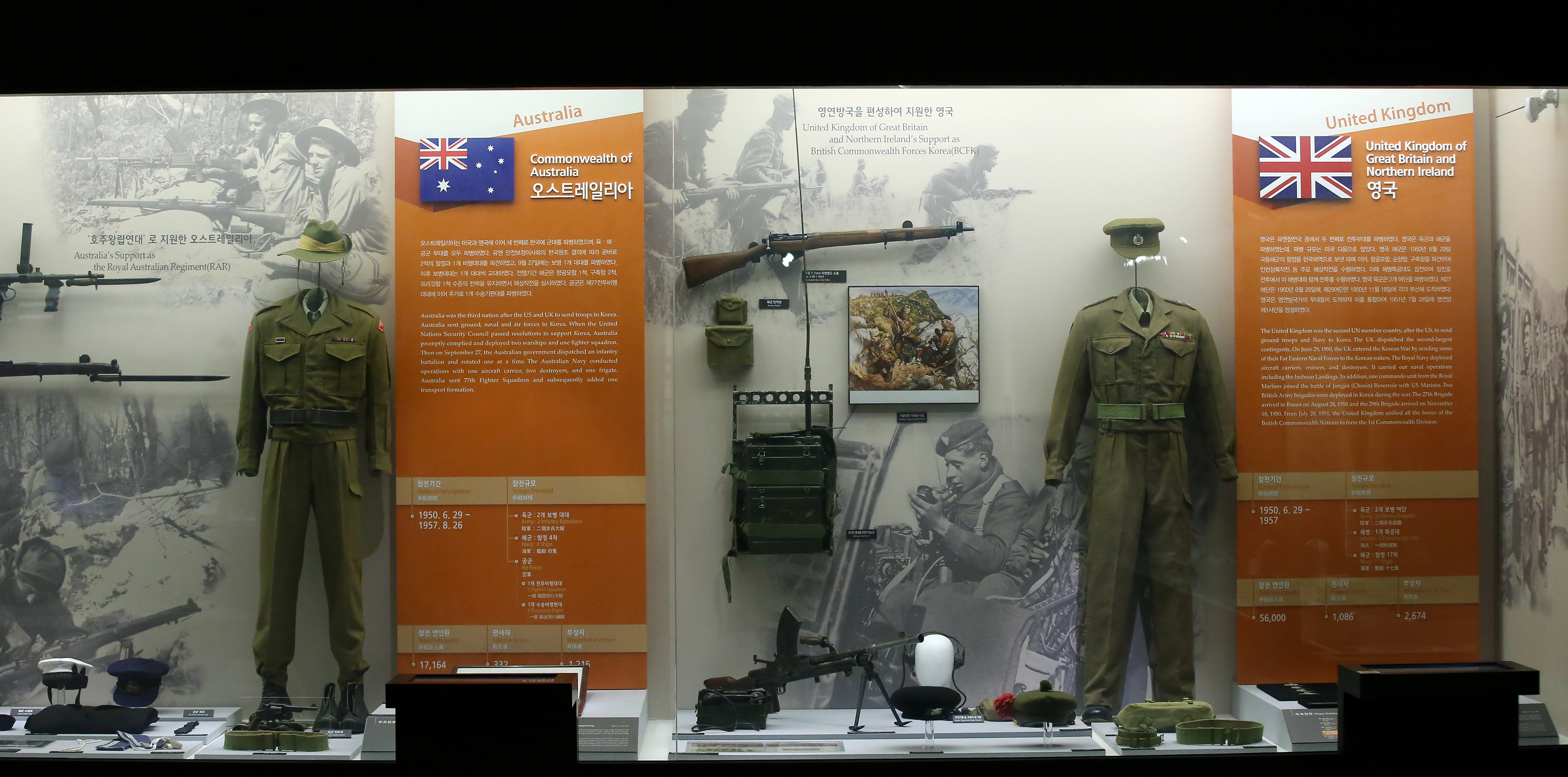
Vitrine geallieerden
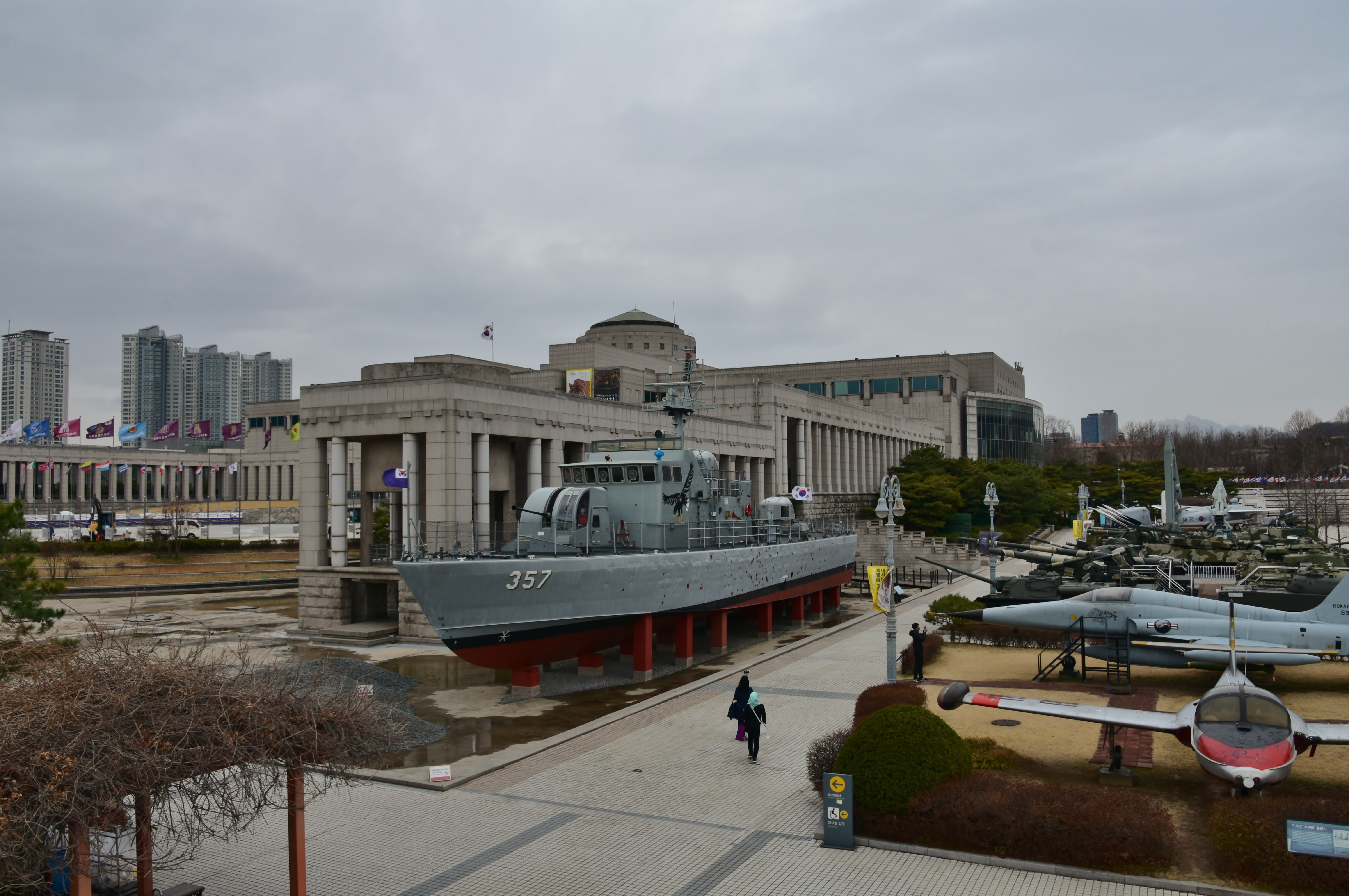
Deel van de buitenexpositie
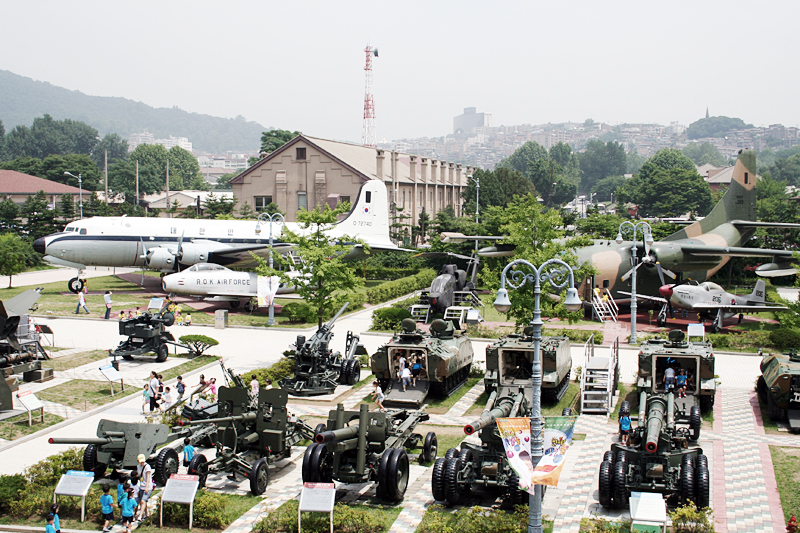
Artillerie en vliegtuigen